# Заблоти
Заблоти (пол. Zabłoty) — село в Польщі, у гміні Зелюв Белхатовського повіту Лодзинського воєводства.
Населення — 146 осіб (2011).
У 1975-1998 роках село належало до Пйотрковського воєводства.

## Демографія
Демографічна структура станом на 31 березня 2011 року:
|          | Загалом | Допрацездатний вік | Працездатний вік | Постпрацездатний вік |
| -------- | ------- | ------------------ | ---------------- | -------------------- |
| Чоловіки | 96      | 1                  | 84               | 11                   |
| Жінки    | 50      | 11                 | 29               | 10                   |
| Разом    | 146     | 12                 | 113              | 21                   |